# Villafranca del Bierzo
Villafranca del Bierzo ist eine Stadt in der Provinz León der Autonomen Gemeinschaft Kastilien und León. Sie liegt in der Comarca El Bierzo, dem westlichsten Teil der Provinz.

## Geografische Lage und Klima
Villafranca liegt am Fuß der Sierra d'Ancares am Zusammenfluss der Flüsse Rio Burbia und Valcarce.
Wie überall im Bierzo herrscht in Villafranca ein Mikroklima, das aus dem Aufeinandertreffen des nordwestlichen Seeklimas von Galicien und Asturien mit dem kontinentalen Klima der nördlichen Meseta resultiert. Das heißt, es gibt bei viel Sonne genügend Regen für die Landwirtschaft, während die Bergketten kalte Winde fernhalten. Es bildet die Grundlage für hervorragende landwirtschaftliche Produkte, besonders Obst, Gemüse und Wein. Villafranca liegt in der Appellation Bierzo.

## Geschichte
Villafranca hatte als Etappenort zwischen zwei hohen Bergketten eine wichtige Funktion für die Pilger des Jakobsweges. Seit 1600 erhielten Kranke und Schwache in Heiligen Jahren nach Durchschreiten des Nordportals der Iglesia de Santiago den gleichen Ablass wie am Grab des hl Jakobus. Grund waren dafür die weiteren Anstiege auf die galicischen Pässe O Cebreiro, Alto San Roque und den Alto do Poio. Zeitweise hatte die Stadt sieben Pilgerherbergen.
In den Jahren 1822/1823 war Villafranca der Verwaltungssitz der Provinz El Bierzo.

## Sehenswürdigkeiten
- Nordportal der Santiago-Kirche in Villafranca del Bierzo

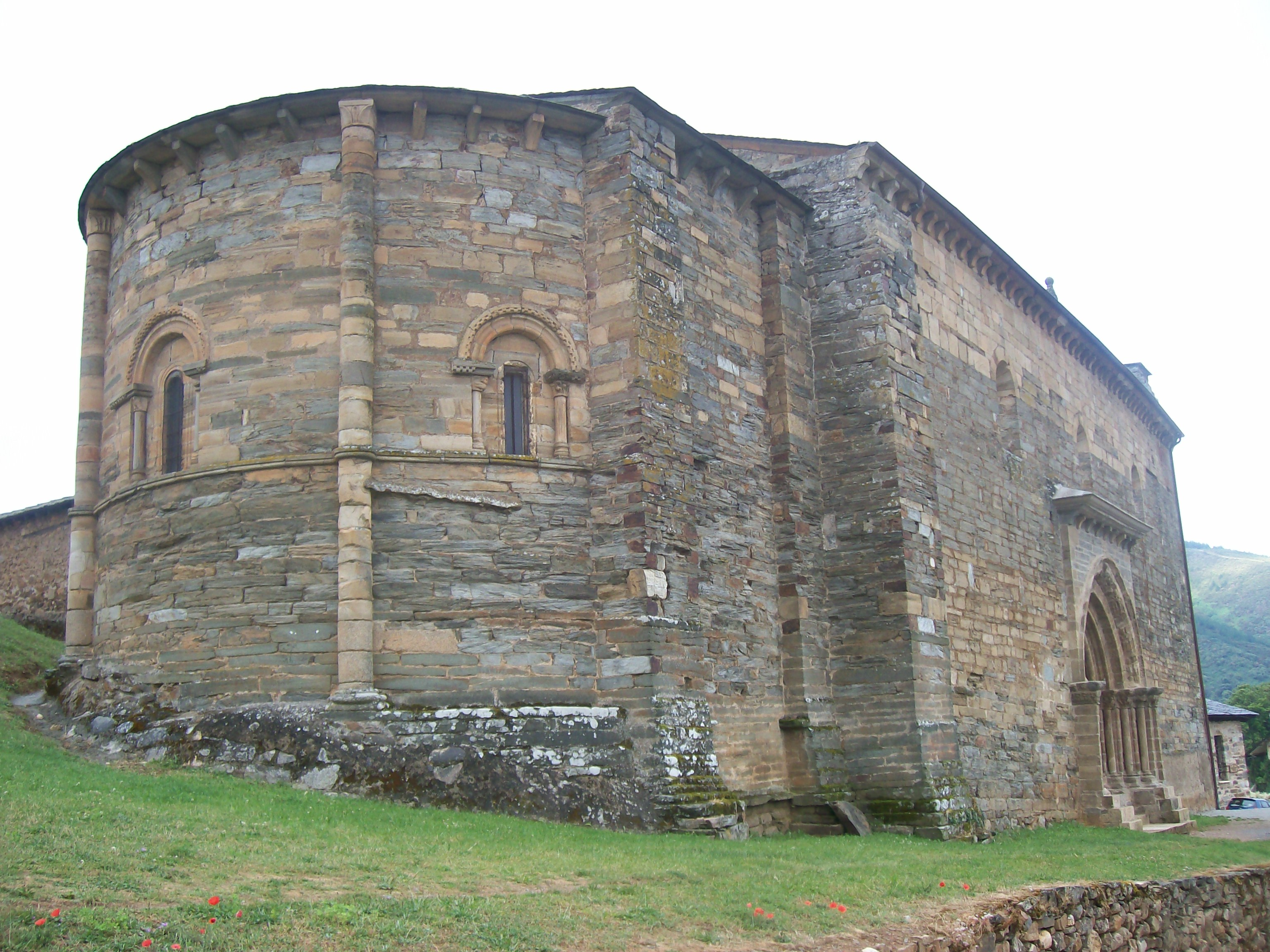
Jakobskirche vom Jakobsweg aus gesehen
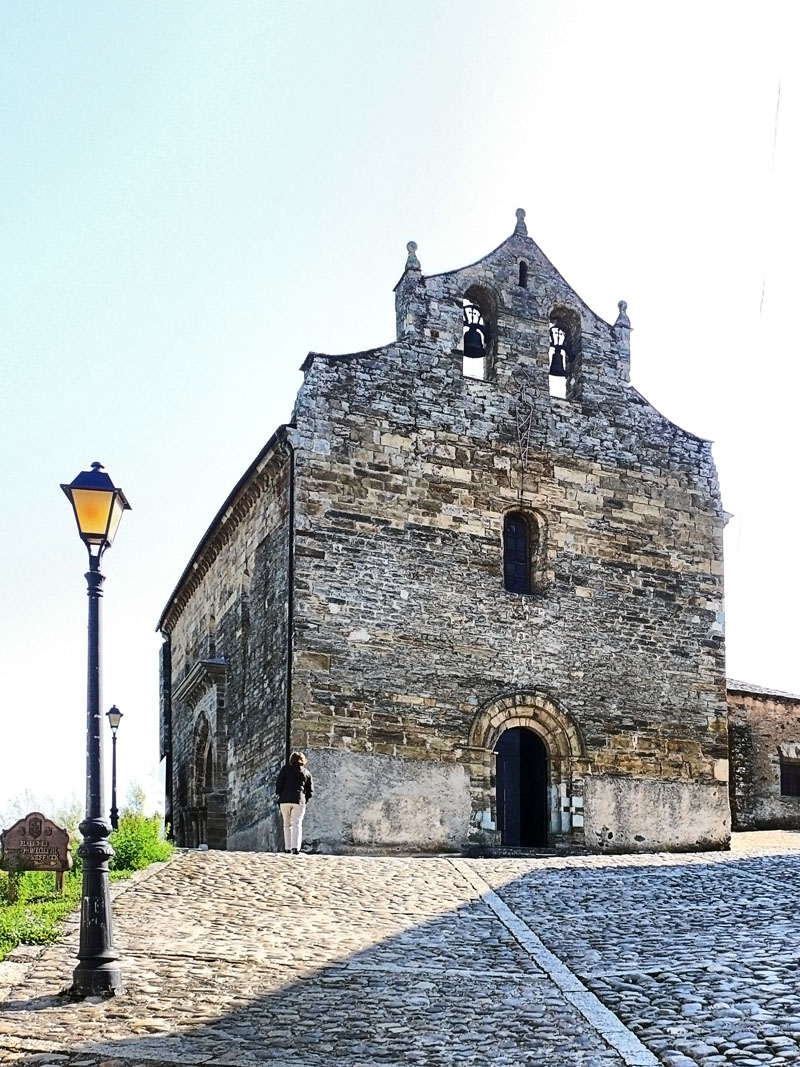
Jakobskirche Villafranca mit Gnadenpforte in der Seitenfront
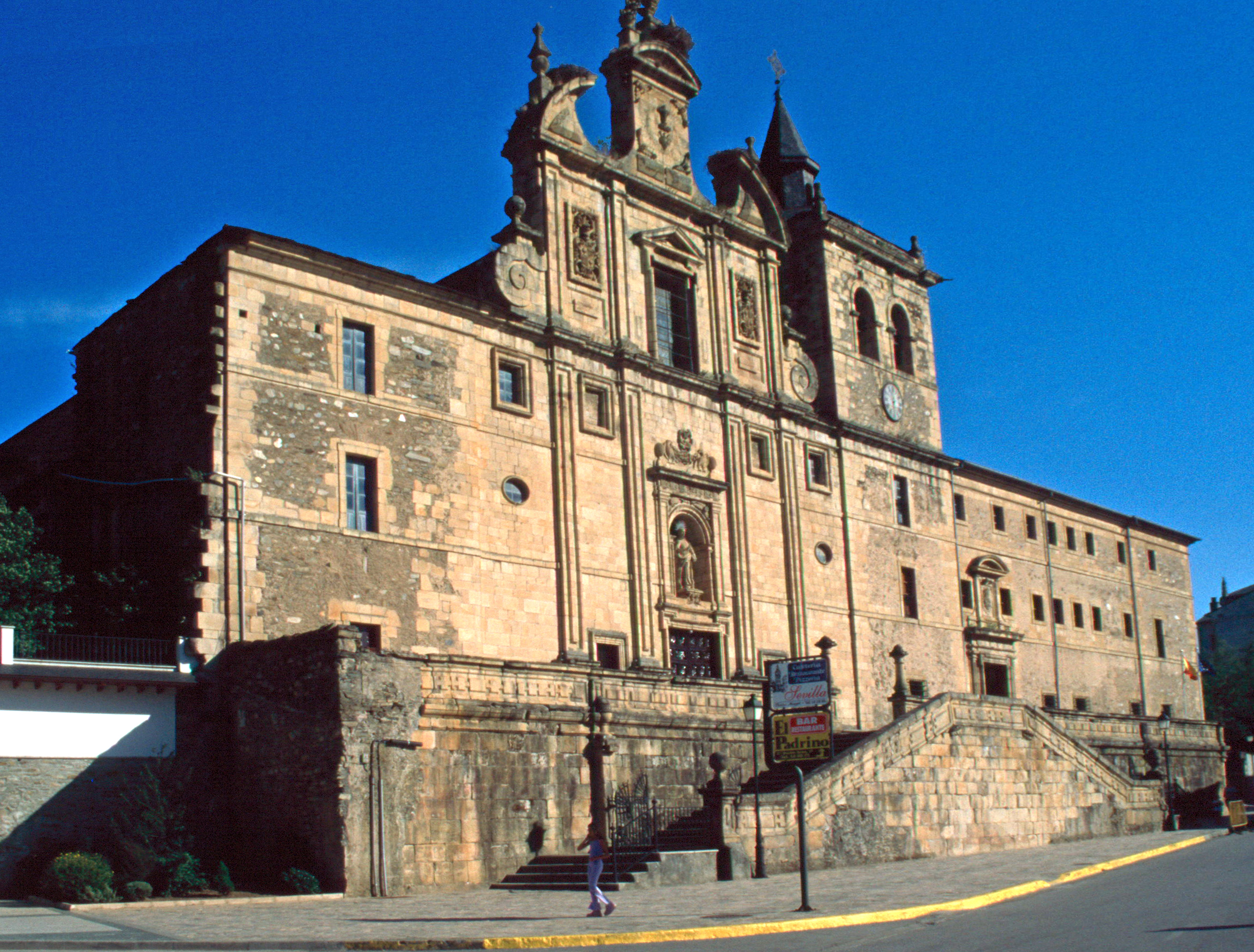
Der frühere Jesuitenkonvent San Nicolas
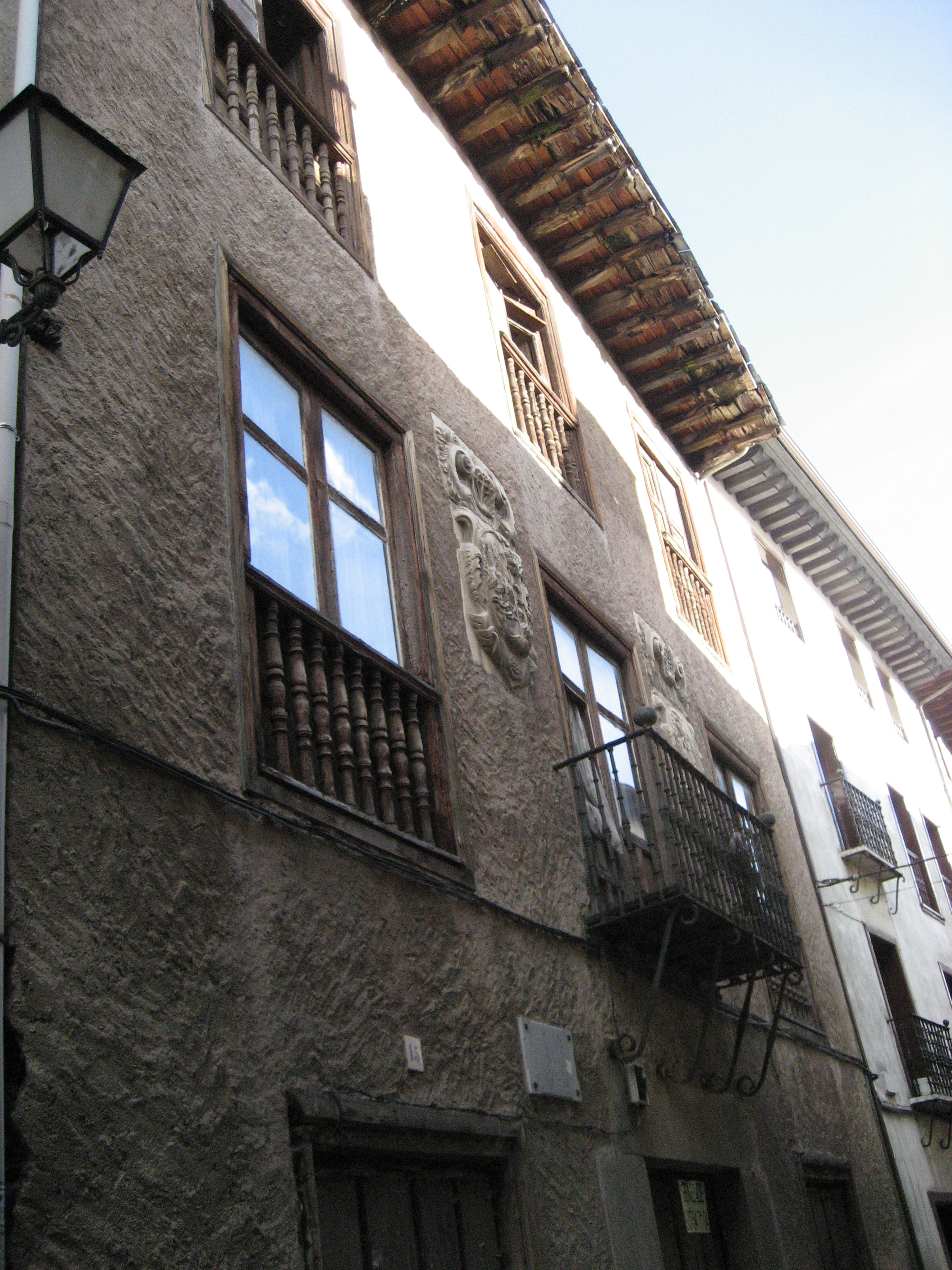
Geburtshaus des Dichters Gil y Carrasco, Calle del Agua 15

## Persönlichkeiten
- Enrique Gil y Carrasco, romantischer Dichter und Diplomat, wurde in Villafranca geboren und setzte mit seinem Ritterroman Der Herr von Bembibre dem Bierzo ein literarisches Denkmal
- Cristóbal Halffter, spanischer Komponist der Gegenwart, Halffter war Ehrenbürger Villafrancas, lebte und arbeitete – wenn nicht in Madrid – im Schloss der Markgrafen von Villafranca
- Lucas Ruiz de Ribayaz, Priester der Kirche von Villafranca del Bierzo und 1677 Herausgeber von Gitarren- und Harfenmusik[4]